# Округ Смит (Вирџинија)
Смит (енгл. Smyth County) је округ у америчкој савезној држави Вирџинија.

## Демографија
По попису из 2010. године број становника је 32.208, што је 873 (-2,6%) становника мање него 2000. године.
| Група             | 2000.          | 2010.          |
| Белци             | 31.880 (96,4%) | 30.642 (95,1%) |
| Афроамериканци    | 619 (1,9%)     | 640 (2,0%)     |
| Азијати           | 61 (0,2%)      | 82 (0,3%)      |
| Хиспаноамериканци | 283 (0,9%)     | 527 (1,6%)     |
| Укупно            | 33.081         | 32.208         |